# STS-32
A STS-32 foi a trigésima-terceira missão a utilizar um ônibus espacial e o nono lançamento do Columbia. Realizou a quarta aterrissagem noturna.

## Tripulação
| Posição                  | Astronautas         |
| ------------------------ | ------------------- |
| Comandante               | Daniel Brandenstein |
| Piloto                   | James Wetherbee     |
| Especialista de missão 1 | Bonnie Dunbar       |
| Especialista de missão 2 | David Low           |
| Especialista de missão 3 | Marsha Ivins        |

## Parâmetros da missão
- Massa:
  - Decolagem:  116.117 kg
  - Aterrissagem:  103.571 kg
  - Carga:  12.014 kg
- Perigeu: 296 km
- Apogeu: 361 km
- Inclinação: 28.5°
- Período: 91.1 min

## Hora de acordar
Devido a problemas com os receptores na STS-28, os tripulantes não puderam ouvir músicas pois os mesmos receptores ainda estavam em manutenção técnica.

## Principais fatos
A decolagem ocorreu em 9 de janeiro de 1990, às 7:35:00 a.m. EST. O lançamento havia sido agendado para 18 de dezembro de 1989, adiado para completar e verificar as modificações no Pad A, que seria utilizado pela primeira vez desde janeiro de 1986. O lançamento em 8 de janeiro de 1990 foi cancelado devido às condições climáticas.
Os objetivos primários da missão eram o lançamento do satélite de comunicações SYNCOM IV-F5 e a recuperação da Instalação de Exposição de Longa Duração (LDEF) da NASA. O SYNCOM IV-F5 (também conhecido como LEASAT 5) foi lançado com sucesso e utilizou o primeiro e terceiro estágios do foguete Minnuteman em seu perigeu para poder atingir a órbita geossíncrona. O LDEF foi recuperado no quarto dia de voo com a utilização do Sistema de Manipulação Remota pelo grupo.
As cargas no meio do veículo incluíam: Characterization of Neurospora Circadian Rhythms (CNCR); Crescimento de Cristais de Proteína (PCG); Aparado de Experimentos com Fluidos (FEA); American Flight Echocardiograph (AFE); Localizador de Latitude/Longitude Locator (L3); Mesoscale Lightning Experiment (MLE); câmera IMAX; e o experimento Air Force Maui Optical Site (AMOS)
A missão marcou a primeira vez em que o Pad A no complexo 39 do Kennedy Space Center foi utilizado como um local de lançamento desde a missão 61-C em 12 de Janeiro de 1986. Ele marcou também a primeira utilização da Plataforma de Lançamento Móvel No. 3 (MLP-3) no programa de ônibus espaciais.
A STS-32 foi o nono voo do ônibus espacial Columbia, e a trigésima-terceira missão a utilizar um ônibus espacial. Foi a missão com uma das durações mais longas do programa de ônibus espaciais, com dez dias. Houve apenas uma missão com uma duração desta magnitude, a STS-9 em 1983, a primeira missão do Spacelab, tendo está também utilizado o Columbia.
A NASA planejou uma missão estendida para adquirir dados sobre a exposição dos membros do grupo em longos períodos sob um ambiente de microgravidade e seu efeitos, na aterrissagem do veículo. Um kit estava sendo desenvolvido para permitir a atuação dos astronautas na órbita terrestre por até 16 dias.
O comandante do grupo de cinco astronautas era Daniel Brandenstein, que também comandou a STS 51-G em 1985 e pilotou a STS-8 em 1983. Ambas as missões incluíam o uso do Sistema de Manipulação Remota construído no Canadá, que também foi utilizado para recuperar o LDEF. James Wetherbee foi o piloto da STS-32, em seu primeiro voo em um ônibus espacial. Também em seus primeiros voos estavam os especialistas da missão Marsha Ivins e David Low. O terceiro especialista da missão, Bonnie Dunbar (Ph.D), estava em seu segundo voo, ele foi também especialista da missão na STS 61-A, em 1985.
Dunbar operou o braço-robô para recuperar o LDEF enquanto Ivins fotografava a estrutura de voo livre que continha 57 experimentos de ciência e tecnologia. O cilindro de doze lados, com o tamanho aproximado de um ônibus pequeno, foi então colocado no compartimento de carga do Columbia para ser então trazido de volta à Terra.
O LDEF tinha o objetivo de permanecer no espaço por aproximadamente um ano após seu lançamento, em 7 de Abril de 1984, na STS-41-C, tendo sido colocado em uma órbita terrestre quase circular, com um apogeu de 480 km e um perigeu de 475 km, As mudanças no planejamento e o acidente com a 51-L atrasaram esta recuperação.
Mais de cinco anos e meio depois, a LDEF era um importante repositório de dados técnicos e científicos.
A passagem do tempo da recuperação foi de importância crítica. Uma alta taxa de fluxo solar aumentou a densidade do ambiente orbital do LDEF e acelerou sua taxa de decaimento orbital. Os especialistas cuidadosamente monitoraram a estabilidade da órbita da embarcação, e anteciparam que ela poderia cair devido à atração gravitacional da Terra e ser destruída na reentrada em fevereiro de 1990.
A Columbia foi a primeira missão lançada do Pad A, no complexo 39, que havia sido recondicionado. O Pad A suportou as 24 primeiras missões com ônibus espaciais, da STS-1 em abril de 1981 até à STS-61-C em janeiro de 1986. Ambos os Pad A e Pad B foram modificados através do tempo.
As modificações incluíam melhoras no sistema de regresso do grupo de emergência e na sala de mudança de carga, proteção contra congelamento dos serviços de água, a instalação de proteção contra escombros durante o carregamento do combustível, a adição de mais dispositivos de proteção contra as condições climáticas e um umbilical para prover energia, instrumentação e controles aos aquecedores das juntas dos foguetes de combustível sólido.
MLP-3, a mais velha das três estruturas de lançamento da era Apollo, também passou por um extensivo remodelamento para ser utilizada com os ônibus espaciais. Estas modificações incluíam a remoção da torre umbilical, reconfiguração para três buracos de exaustão, e mudança nos sistemas de elétricos e mecânicos de suporte em terra. A MLP-3 suportou muitos lançamento históricos na década de 1960 e década de 1970, incluindo o primeiro lançamento da uma Apollo com o foguete Saturn V; a primeira missão lunar tripulada, a Apollo 8; a primeira missão lunar de aterrissagem, a Apollo 11; três lançamentos tripulados do Skylab; e a missão Apollo/Soyuz.
A aterrissagem ocorreu em 20 de janeiro de 1990, às 1:35:37 a.m. PST, na Runway 22 da Base da Força Aérea de Edwards, CA. Distância de rolagem: 10731 pés (3271 m), tempo de rolagem: 62 segundos. Foi o mais longo voo de um ônibus espacial documentado. O veículo retornou ao KSC em 26 de Janeiro de 1990. Peso na aterrissagem: 228,335 lb (103,571 kg).

### Cargas no compartimento mediano
- Characterization of Neurospora Circadian Rhythms (CNCR)
- Crescimento de Cristais de Proteína (PCG)
- Aparato de Experimento com Fluidos (FEA)
- American Flight Echocardiograph (AFE)
- Localizador de Latitude/Longitude (L3)
- Mesoscale Lightning Experiment(MLE)
- Câmera IMAX
- Experimento Air Force Maui Optical Site (AMOS)

## Galeria

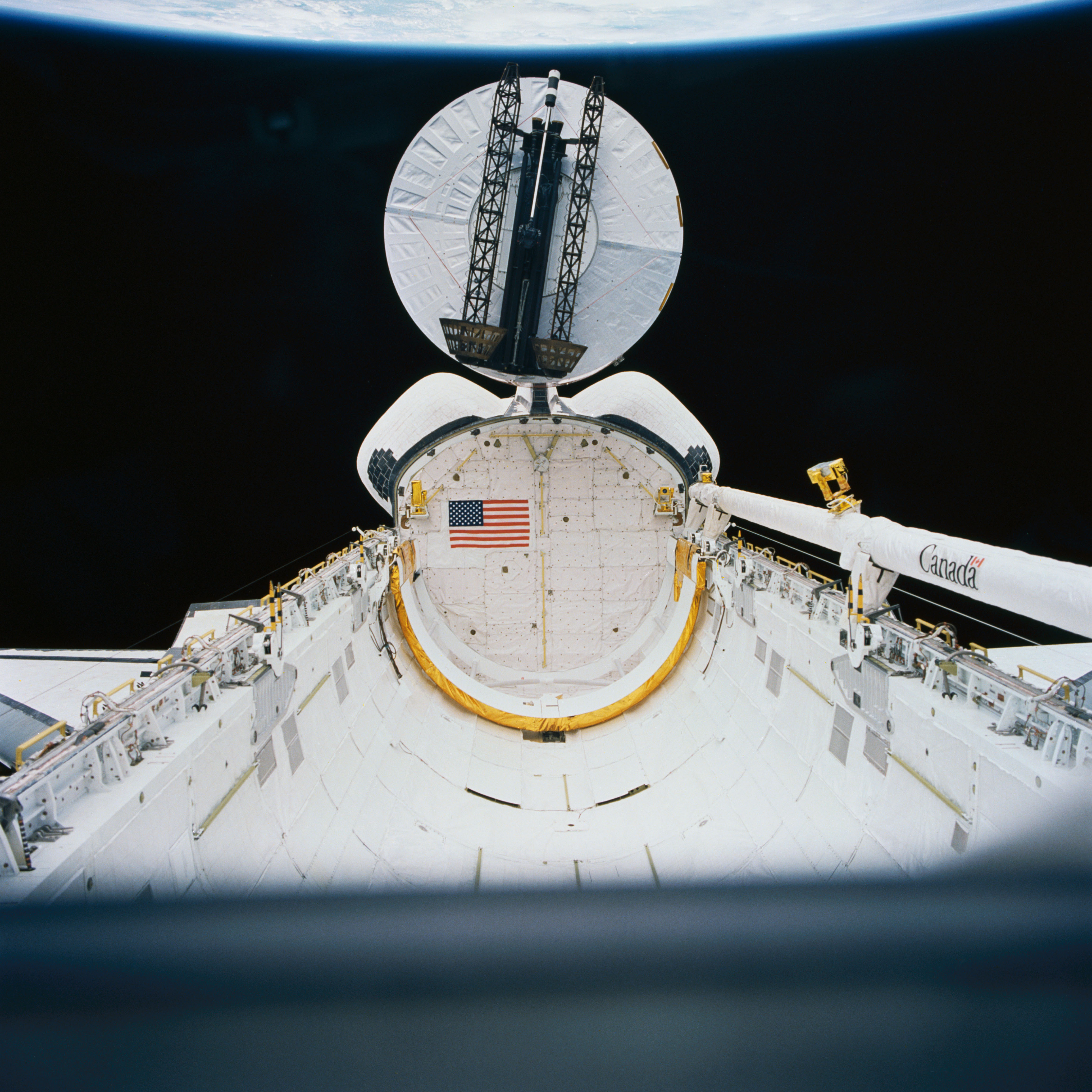
Syncom IV-F5 sendo lançado
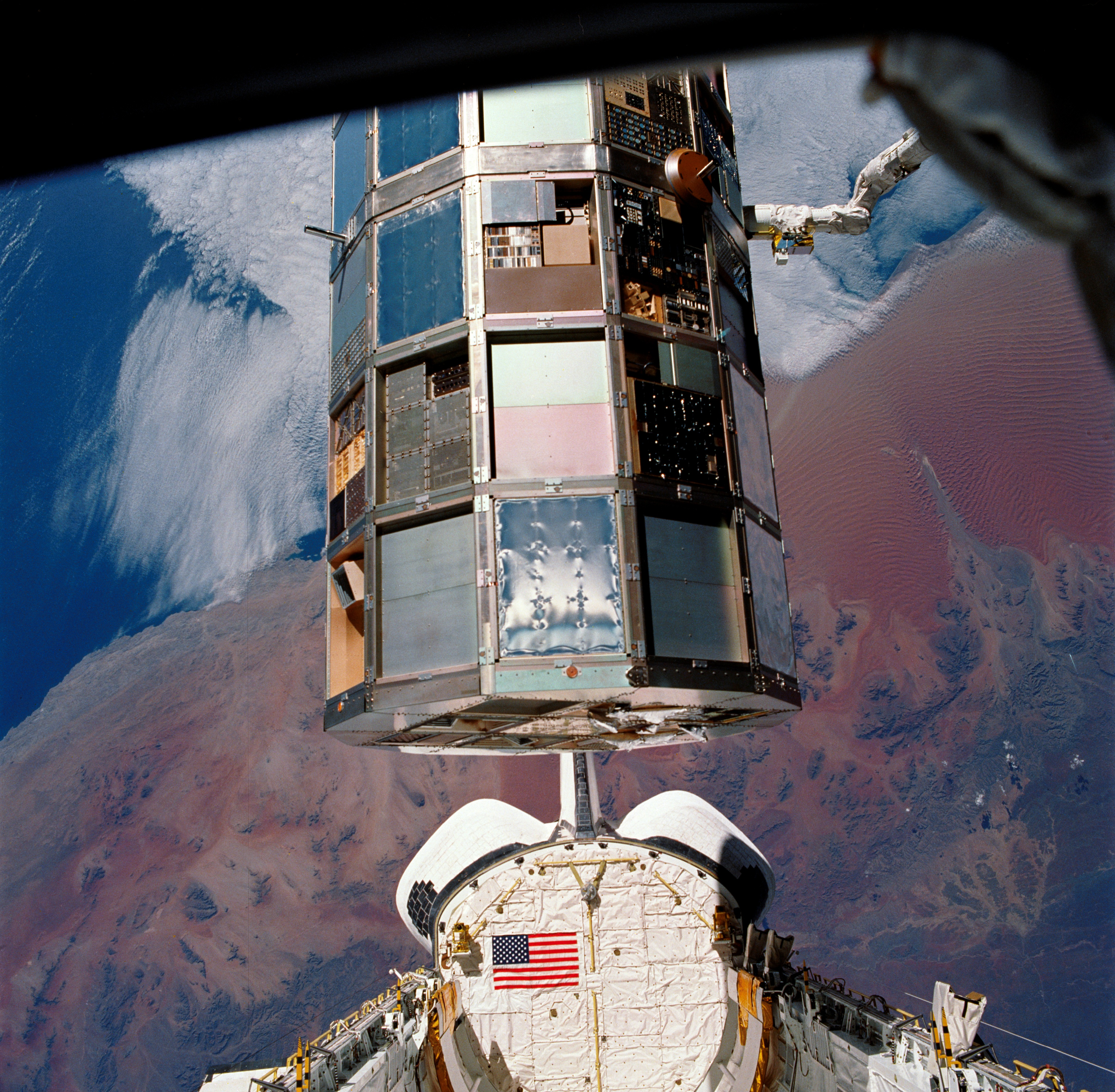
LDEF capturado
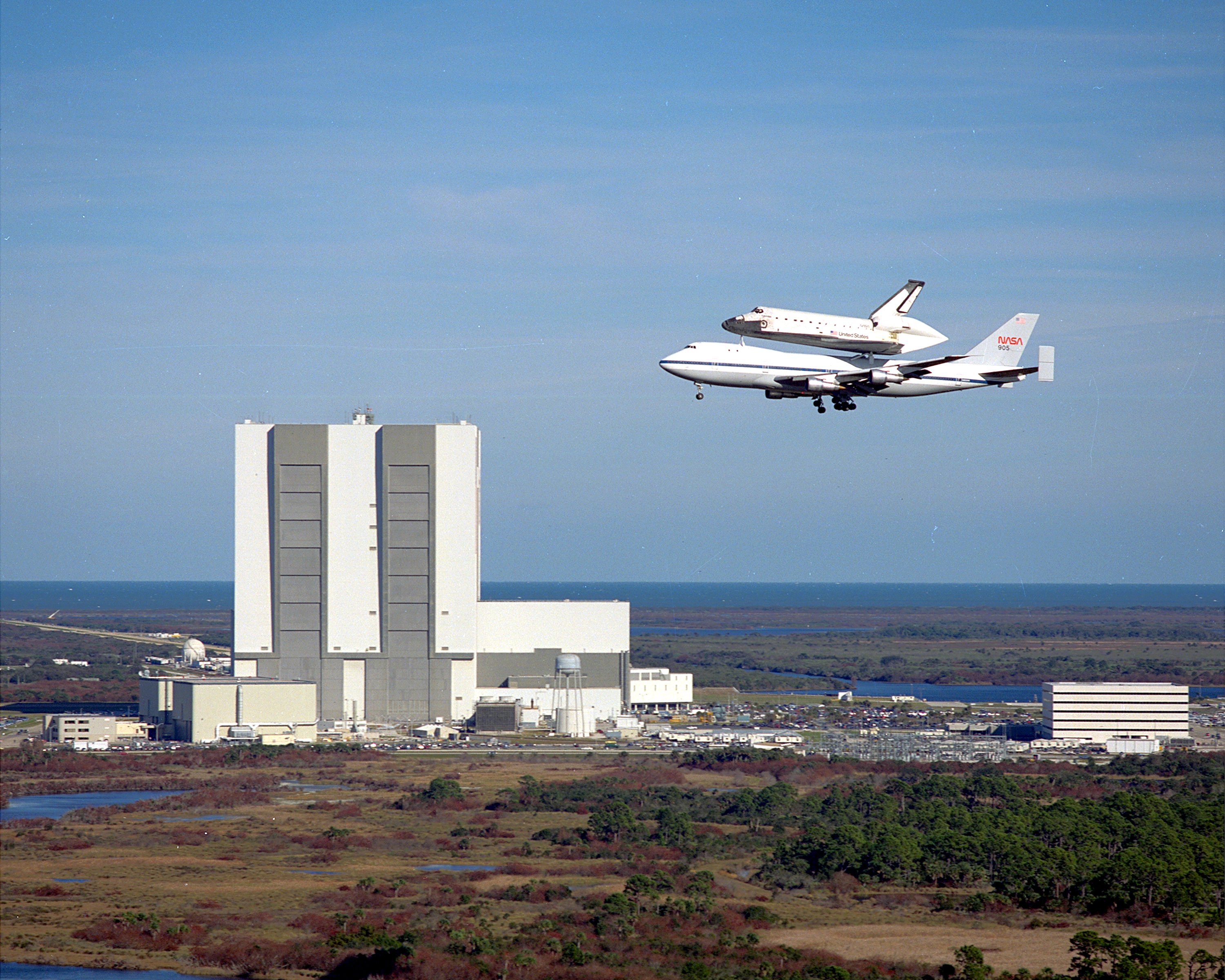
Columbia retornando para o KSC
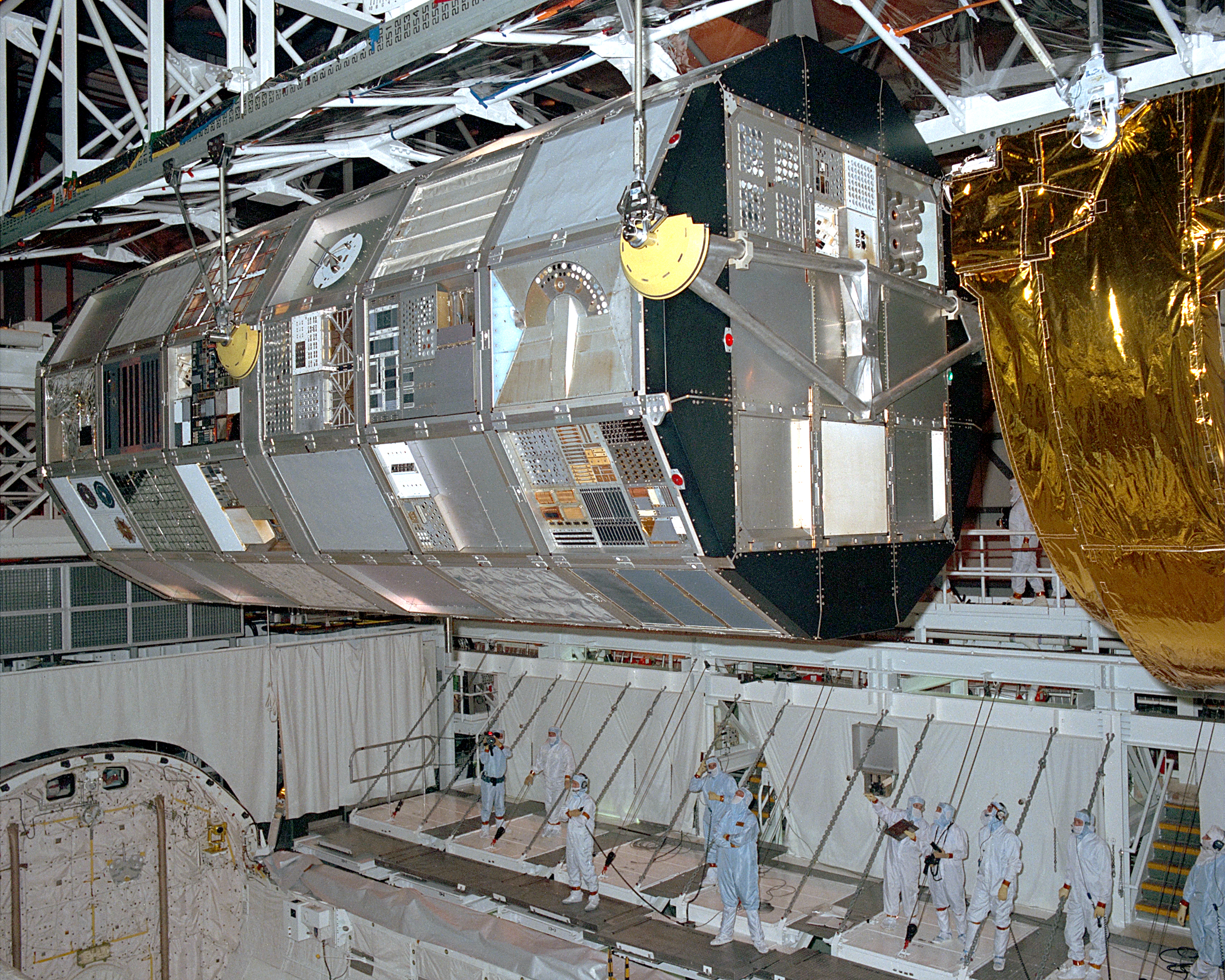
Descarregamento do LDEF no KSC